# Kurt Schwitters
Kurt Hermann Eduard Karl Julius Schwitters (Hannover, 20 giugno 1887 – Kendal, 8 gennaio 1948) è stato un artista tedesco attivo in diverse correnti del suo tempo, tra cui il dadaismo, il costruttivismo, il cubismo, e meglio ricordato per l'utilizzo di mezzi d'avanguardia come il suono, il collage e il dattiloscritto. Le sue opere sono generalmente considerate precorritrici delle moderne installazioni. Vicino alla corrente dada berlinese fondò un proprio principio artistico chiamato Merz. Schwitters, inoltre, può essere considerato come uno dei maggiori esponenti della cosiddetta arte dei detriti, un'arte basata sull'assemblaggio di materiali di recupero, oggetti ricercati nello scarto della quotidianità, e soprattutto rifiuti. Questi oggetti, apparentemente destinati ad una fine, sono rivalutati da Schwitters, che dà vita a composizioni del tutto complete e originali, sia da un punto di vista formale, sia per l'innovativo riuso, a discapito di una inutile apparenza.
Schwitters è stato un prolifico scrittore, noto soprattutto per la poesia provocatoria An Anna Blume, è autore di liriche, tra cui esempi di poesia concreta, di prose brevi e satiriche, di scritti e manifesti di critica d'arte.

## Biografia
Nato ad Hannover al N. 2 di Rumannstraße, era figlio unico di Edward Schwitters e di sua moglie Henriette (nata Beckemeyer), che erano proprietari di un negozio di abiti da donna. Nel 1898 i genitori vendettero l'attività per comprare alcuni appartamenti in città che avrebbero permesso in seguito all'artista di vivere di rendita per il resto della sua vita. Nel 1901 la famiglia si trasferì nella Waldstraße, che sarebbe in seguito diventata la sede del Merzbau. In quello stesso anno l'artista iniziò a soffrire di crisi epilettiche, malattia che lo avrebbe esentato dal servizio militare e quindi dalle prime fasi della prima guerra mondiale fino al momento in cui la coscrizione obbligatoria si espanse ad una porzione più vasta della popolazione tedesca.
Schwitters iniziò i suoi studi all'accademia di belle arti di Dresda (Hochschule für Bildende Künste Dresden), dove conobbe Otto Dix e George Grosz. Tornato nel suo paese natale, il giovane Schwitters iniziò la sua carriera artistica seguendo la corrente post-impressionista. Fortemente influenzato dagli scioccanti sviluppi del primo conflitto mondiale, le sue opere assunsero tinte sempre più fosche mostrando un forte avvicinamento all'espressionismo, che in quel momento era la corrente artistica più seguita in Germania, soprattutto grazie al circolo artistico Die Brücke. Schwitters trascorse gran parte del conflitto come disegnatore tecnico in una fabbrica poco distante da Hannover, quando nel marzo 1917 l'estensione della coscrizione lo costrinse ad essere arruolato nel 73º Reggimento di Hannover, ma non prestò servizio effettivo fino al giugno dello stesso anno.
Schwitters mantenne contatti, benché a volte contrastanti, con i gruppi dada di Berlino (Raoul Hausmann, John Heartfield, Hannah Höch), di Zurigo (Hugo Ball, Tristan Tzara) e di Colonia (Max Ernst), rimanendo tuttavia un protagonista solitario e isolato del dadaismo tedesco.
La sua creazione più nota è probabilmente un'installazione intitolata Cattedrale delle Miserie Erotiche, detta anche dallo stesso artista Merzbau, esistita ad Hannover tra il 1923 e il 1944, quando fu distrutta dai bombardamenti. All'interno di questa costruzione, che l'artista espandeva lentamente fino a fonderla con la sua casa, Schwitters dedicò ad ognuno dei suoi amici una cappella che custodiva una specie di reliquia, un oggetto appartenuto a quella persona, come, ad esempio, mozziconi di sigaretta, punte di matita, pezzi di unghie. L'opera, volutamente, non si concluse mai, in quanto si trattava di un work in progress; nelle intenzioni dell'artista, quest'opera, non giungendo a un punto fermo, doveva sconvolgere e destabilizzare.

## Scritti
- Das literarische Werk. Hrsg. von Friedhelm Lach. 5 Bände. DuMont, Köln 1974–1981.
  1. Lyrik. 1974
  2. Prosa 1918–1930
  3. Prosa 1931–1948
  4. Schauspiele und Szenen
  5. Manifeste und kritische Prosa
- Anna Blume und andere. Literatur und Graphik. Herausgegeben von Joachim Schreck. DuMont, Köln 1986. Neuauflage 1997, ISBN 3-7701-4433-3.
- „Eile ist des Witzes Weile“. Eine Auswahl aus den Texten. Herausgegeben von Christina Weiss und Karl Riha. Reclam, Stuttgart 1987, ISBN 3-15-008392-3.
- Der Nachlass von Kurt und Ernst Schwitters. Kurt-und-Ernst-Schwitters-Stiftung, bearb. von Isabel Schulz, Kurt-und-Ernst-Schwitters-Stiftung, Hannover 2002.
- KUWITTER. Grotesken, Szenen, Banalitäten. Nautilus, Hamburg 2004, ISBN 3-89401-132-7.
- De Gruyter, Berlin 2014.
- Wir spielen, bis uns der Tod abholt. Briefe aus fünf Jahrzehnten. Ausgewählt und kommentiert von Ernst Nündel. Ullstein, Frankfurt am Main 1975, ISBN 3-548-03381-4.
- [in lingua italiana]: Autunno/L'ultima mosca, a cura di Giulia A. Disanto, commento grafico di Maurizio Minoggio, La Grande Illusion, Pavia 2016, ISBN 978-88-908522-8-2
- [in lingua italiana]: La lotteria del giardino zoologico, illustrazioni di Alberto Rebori, traduzione e nota critica di Giulia A. Disanto, La Grande Illusion, Pavia 2016, ISBN 978-88-941348-5-8
- [in lingua italiana]: Augusta Bolte (seguita dalla poesia A ANNA BELFIORE!), traduzione, apparati e nota critica di Giulia A. Disanto, La Grande Illusion, Pavia 2018, ISBN 978-88-941348-9-6